# Schweizer Squashnationalmannschaft
Die Schweizer Squashnationalmannschaft ist die Gesamtheit der Kader des Schweizer Squashverbandes. In ihm finden sich Schweizer Sportler wieder, die ihr Land sowohl in Einzel- als auch in Teamwettbewerben national und international im Squashsport repräsentieren.

## Historie
Die Schweiz nahm erstmals 1987 bei einer Weltmeisterschaft teil. Bis 1999 nahm sie durchgängig an allen folgenden Austragungen teil, kam dabei aber nie über die Gruppenphase hinaus. 2001 kam es zu keiner Teilnahme, ehe 2003 mit Rang 13 das bis dato beste Ergebnis erzielt wurde. Bei den nachfolgenden drei Austragungen verzichtete die Schweiz wiederum auf eine Teilnahme, ehe sie ab 2011 wieder bei der Weltmeisterschaft antrat. 2019 erreichte sie trotz des kurzfristigen Ausfalls von Spitzenspieler Nicolas Müller mit Rang zwölf einen neuen Bestwert.  Noch erfolgreicher verlief die Weltmeisterschaft 2023 für die Schweizer Mannschaft. Erstmals erreichte sie, angeführt von Nicolas Müller und Dimitri Steinmann, das Halbfinale, in dem sie Ägypten mit 0:2 unterlag.
Bei Europameisterschaften erreichte die Schweizer Nationalmannschaft 2023 ihr bestes Ergebnis, als sie erstmals das Halbfinale erreichte und letztlich Dritter wurde. Dieses Resultat wiederholte die Mannschaft auch ein Jahr darauf.
Nationaltrainer ist Pascal Bruhin.

## LetztesWM-Kader
Bei der letzten Weltmeisterschaft 2023 bestand die Schweizer Mannschaft aus den folgenden Spielern:
| Rang | Name              | Geburtsdatum     | WRL | Einsätze | Siege | Niederlagen |
| ---- | ----------------- | ---------------- | --- | -------- | ----- | ----------- |
| 1.   | Nicolas Müller    | 24. August 1989  | 19  | 5        | 4     | 1           |
| 2.   | Dimitri Steinmann | 14. Juli 1997    | 36  | 3        | 2     | 1           |
| 3.   | Yannick Wilhelmi  | 12. Oktober 2000 | 66  | 3        | 2     | 1           |
| 4.   | Robin Gadola      | 7. Oktober 1994  | 150 | 2        | 2     | −           |

## Bilanz bei Weltmeisterschaften
| Herren |                    |                    |                    |                    |                    |
| Jahr   | Austragungsort     | Runde              | Platzierung        | Siege              | Niederlagen        |
| 1967   | Melbourne          | nicht teilgenommen | nicht teilgenommen | nicht teilgenommen | nicht teilgenommen |
| 1969   | Birmingham         | nicht teilgenommen | nicht teilgenommen | nicht teilgenommen | nicht teilgenommen |
| 1971   | Palmerston North   | nicht teilgenommen | nicht teilgenommen | nicht teilgenommen | nicht teilgenommen |
| 1973   | Johannesburg       | nicht teilgenommen | nicht teilgenommen | nicht teilgenommen | nicht teilgenommen |
| 1976   | Birmingham         | nicht teilgenommen | nicht teilgenommen | nicht teilgenommen | nicht teilgenommen |
| 1977   | Toronto            | nicht teilgenommen | nicht teilgenommen | nicht teilgenommen | nicht teilgenommen |
| 1979   | Brisbane           | nicht teilgenommen | nicht teilgenommen | nicht teilgenommen | nicht teilgenommen |
| 1981   | Stockholm          | nicht teilgenommen | nicht teilgenommen | nicht teilgenommen | nicht teilgenommen |
| 1983   | Auckland           | nicht teilgenommen | nicht teilgenommen | nicht teilgenommen | nicht teilgenommen |
| 1985   | Kairo              | nicht teilgenommen | nicht teilgenommen | nicht teilgenommen | nicht teilgenommen |
| 1987   | London             | Gruppenphase       | 18.                | 3                  | 5                  |
| 1989   | Singapur           | Gruppenphase       | 18.                | 3                  | 5                  |
| 1991   | Helsinki           | Gruppenphase       | 20.                | 0                  | 6                  |
| 1993   | Karatschi          | Gruppenphase       | 23.                | 1                  | 3                  |
| 1995   | Kairo              | Gruppenphase       | 26.                | 2                  | 4                  |
| 1997   | Petaling Jaya      | Gruppenphase       | 17.                | 5                  | 1                  |
| 1999   | Kairo              | Gruppenphase       | 17.                | 4                  | 2                  |
| 2001   | Melbourne          | nicht teilgenommen | nicht teilgenommen | nicht teilgenommen | nicht teilgenommen |
| 2003   | Wien               | Gruppenphase       | 13.                | 4                  | 3                  |
| 2005   | Islamabad          | nicht teilgenommen | nicht teilgenommen | nicht teilgenommen | nicht teilgenommen |
| 2007   | Chennai            | nicht teilgenommen | nicht teilgenommen | nicht teilgenommen | nicht teilgenommen |
| 2009   | Odense             | nicht teilgenommen | nicht teilgenommen | nicht teilgenommen | nicht teilgenommen |
| 2011   | Paderborn          | Gruppenphase       | 16.                | 5                  | 2                  |
| 2013   | Mülhausen          | Gruppenphase       | 17.                | 4                  | 2                  |
| 2015   | Kairo              | keine Austragung   | keine Austragung   | keine Austragung   | keine Austragung   |
| 2017   | Marseille          | Achtelfinale       | 16.                | 1                  | 5                  |
| 2019   | Washington, D.C.   | Achtelfinale       | 12.                | 1                  | 4                  |
| 2023   | Tauranga           | Halbfinale         | 3.                 | 4                  | 1                  |
| Gesamt | 13 / 27 Teilnahmen | 13 / 27 Teilnahmen | 3. Platz           | 37                 | 43                 |